# James Holland
James Holland (Sídney, Australia, 15 de mayo de 1989) es un exfutbolista australiano que juega de centrocampista en el Austria Viena de la Bundesliga de Austria. y con este equipo se retiraria tras pasar 3 meses sin equipo

## Selección nacional
Participó en el mundial sub-20 de Egipto 2009 con la selección australiana de la categoría.
El 13 de mayo de 2014 Holland fue incluido por Ange Postecoglou, el entrenador de la selección australiana, en la lista preliminar de 30 jugadores con miras a la Copa Mundial de Fútbol de 2014. El 3 de junio fue confirmado en la lista final de 23 jugadores.

### Participaciones en Copas del Mundo
| Mundial                        | Sede   | Resultado    |
| ------------------------------ | ------ | ------------ |
| Copa Mundial de Fútbol de 2014 | Brasil | Primera fase |

## Clubes
| Club                  | País         | Año       |
| --------------------- | ------------ | --------- |
| Newcastle United Jets | Australia    | 2007-2008 |
| AZ Alkmaar            | Países Bajos | 2009-2010 |
| Sparta Rotterdam      | Países Bajos | 2011      |
| AZ Alkmaar            | Países Bajos | 2011      |
| Austria Viena         | Austria      | 2012-2015 |
| MSV Duisburgo         | Alemania     | 2015-2016 |
| Adelaide United       | Australia    | 2016-2017 |
| Liaoning Whowin       | China        | 2017      |
| LASK Linz             | Austria      | 2017-2022 |
| Austria Viena         | Austria      | 2022-2024 |

## Palmarés

### Campeonatos nacionales
| Título   | Club                  | País      | Año     |
| -------- | --------------------- | --------- | ------- |
| A-League | Newcastle United Jets | Australia | 2007-08 |